# Arbacioida
Arbacioida es un orden de equinodermos, que tiene una sola familia extinta llamada Arbaciidae. 
Se distinguen de otros erizos de mar por la presencia de cinco placas separadas alrededor del ano. A diferencia de sus parientes cercanos, los Salenioida, todos los tubérculos son de tamaño similar.
Géneros:
- Arbacia Gray, 1835
- Arbaciella Mortensen, 1910a
- Arbia Cooke, 1948†
- Baueria Noetling, 1885†
- Codiopsis Agassiz, in Agassiz & Desor, 1846†
- Coelopleurus Agassiz, 1840a
- Cottaldia Desor, 1856 †
- Dialithocidaris Agassiz, 1898
- Habrocidaris Agassiz & Clark, 1907b
- Hattopsis Ali, 1992
- Podocidaris Agassiz, 1869
- Pygmaeocidaris Döderlein, 1905
- Sexpyga Shigei, 1975
- Tetrapygus Agassiz, 1841b